# Dickinsoniidae
Dickinsoniidae é uma família extinta de animais ediacarianos do leste da Europa. É a única família da classe Dipleurozoa.
Muito recentemente foi provado que será o animal mais antigo da Terra, já descoberto, de há 558 milhões de anos.

## Classificação
- Dickinsonia Sprigg, 1947
- Epibaion
- Windermeria